# Walenty Wańkowicz
Walenty Wańkowicz (litvánul: Valentinas Vankavičius, fehéroroszul: Валенты Ваньковіч; Kaljuzsica, 1799. február 14. – Párizs, 1842. május 12.) fehérorosz származású lengyel festő.

## Élete
A tanulmányait 1811-ben kezdte a polacki Jezsuita Főiskolán, majd a Vilniusi Egyetemen és a Cári Művészeti Akadémián folytatta. Diákkorában a kritikusok pozitívan fogadták a műveit. Szentpétervárott elsőéves hallgatóként 1825-ben másodosztályú ezüstéremmel jutalmazták egyik képéért. Ő készítette többek között Adam Mickiewicz (1827–28) jól ismert portréját. A pétervári időszakban kiváló portréfestőként szerzett hírnevet. Alkalmazott grafikával is foglalkozott, ő tervezte a borítót Maria Szymanowska dalaihoz, melyek 1828-ban jelentek meg.
A következő években a Minszk melletti Malaja Szljapjankában és magában Minszkben élt, ahol Jan Damel mellett tartott fenn műtermet; innen gyakran utazott Vilniusba. Művészeti eredményei elismeréseként a szenátus 1832-ben az Akadémia tagjává nevezte ki. 1840-ben egy ideig Drezdában élt, majd rövid ideig Berlinben, Münchenben és Strasbourgban tartózkodott. 1841-ben Párizsba ment, ahol haláláig élt.
Főleg portrékat (beleértve a miniatűröket is), vallási és történelmi tárgyú képeket festett; ez utóbbiakat a napóleoni korszak motívumaival. Sok munkáját klasszikus elemek jellemzik, erős romantikus elemekkel.

## Emlékezete
- Fehéroroszországban az egyik legjelentősebb fehérorosz származású 19. századi festőként tartják számon.
- Minszkben egy emlékművet emeltek a tiszteletére.[8]
- A Wańkowicz család egykori kastélya ma múzeumként működik Minszk történelmi részén.

## Képgaléria

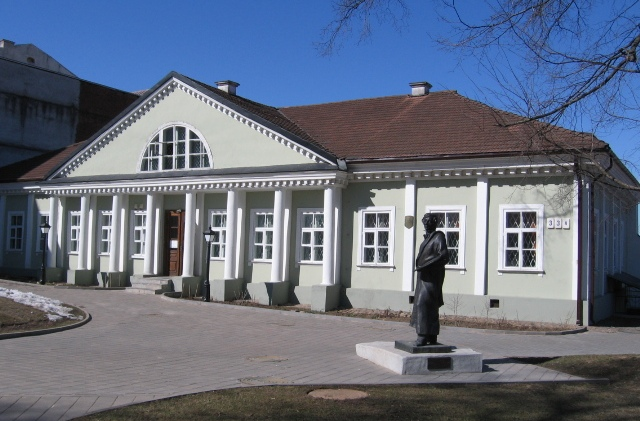
A Wańkowicz kastély Minszkben

Karol Lipiński (1822)
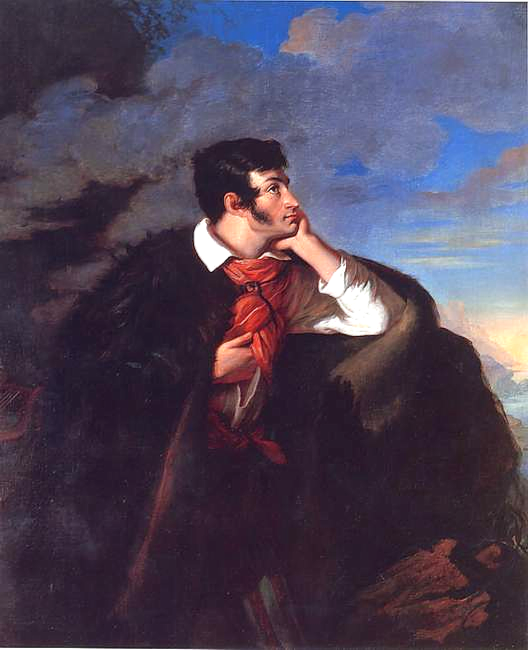
Adam Mickiewicz (1828)
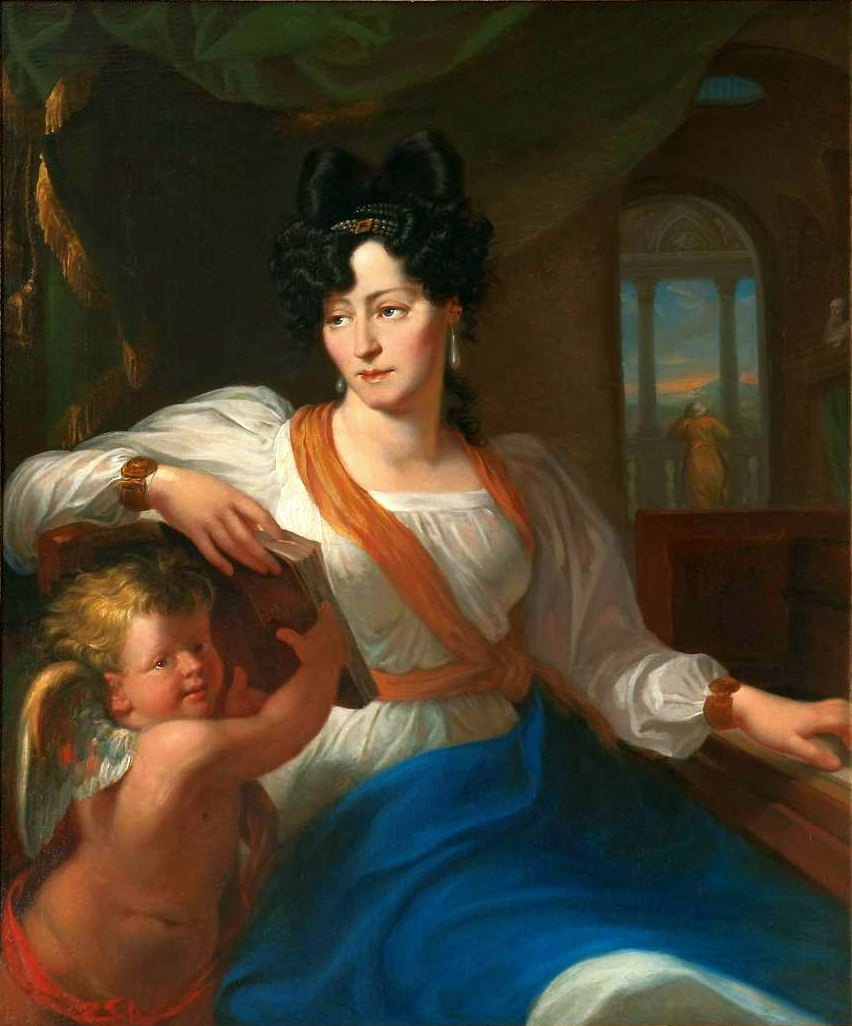
Maria Szymanowska (1828)
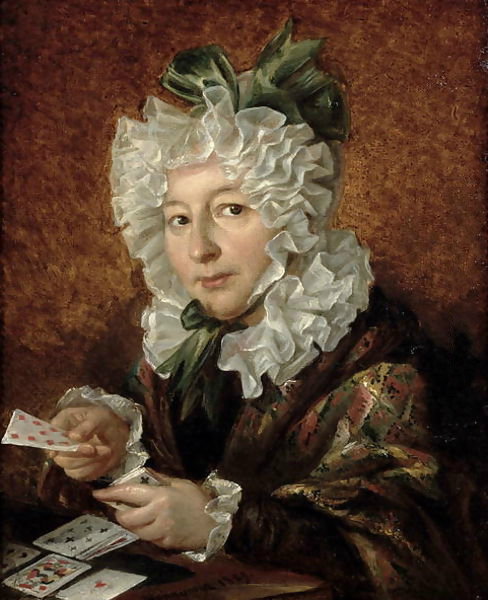
A pasziánszozó nő (1829)

## Fordítás
- Ez a szócikk részben vagy egészben  a   Walenty Wańkowicz című angol Wikipédia-szócikk ezen változatának fordításán alapul.  Az eredeti cikk szerkesztőit annak laptörténete sorolja fel. Ez a jelzés csupán a megfogalmazás eredetét és a szerzői jogokat jelzi, nem szolgál a cikkben szereplő információk forrásmegjelöléseként.